# Anthony Rother

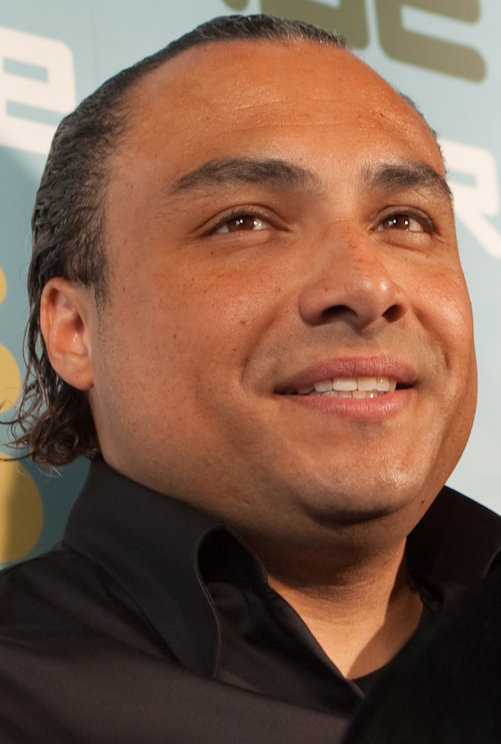
Anthony Rother en 2010

Anthony Rother (nacido el 29 de abril de 1972 en Fráncfort del Meno) es un compositor de música electrónica, productor y propietario de una discográfica, de Offenbach, Alemania. 
Anthony Rother es uno de los artistas responsables del renacimiento del género musical de la música electrónica, que fue creado originalmente a mediados de la década de 1970 por el grupo musical Kraftwerk, que tuvo una influencia importante en la música de Anthony Rother.

## Discografía
Rother ha producido discos bajo diferentes pseudónimos: Family Lounge, Little Computer People, Lord Sheper, Psi Performer.
Los discos producidos por él han sido:
- 1997 Sex With The Machines
- 2000 Simulationszeitalter
- 2001 Electro Pop (bajo el pseudónimo Little Computer People)
- 2001 Art is a Division of Pain (bajo el pseudónimo PSI Performer)
- 2002 Hacker
- 2003 Elixir Of Life
- 2003 Live Is Life Is Love
- 2004 Magic Diner
- 2004 Popkiller
- 2005 Art Is A Technology
- 2006 This is Electro - Works 1997-2005
- 2006 Super Space Model
- 2008 My Name Is Beuys von Telekraft (bajo el pseudónimo Beuys von Telekraft)